# Урхельська діоцезія
Урхе́льська діоце́зія (лат. Dioecesis Urgellensis; ісп. Diócesis de Urgell; кат. Diòcesi d'Urgell) — діоцезія римського обряду Католицької церкви в Іспанії, з центром у місті Сео-де-Урхель.  Входить до складу Таррагонської церковної провінції. Суфраганна діоцезія Таррагонської архідіоцезії. Заснована 300 року. Голова — єпископ Урхельський. Центральний храм — Урхельський собор.  Площа — 7,630 км². Населення — 216,337 ос.; з них католики — 208,486 ос. (96.4%). Чинний голова — Жоан Енрік Вівес-Сісілья, єпископ Урхельський. Урхельський єпископ і президент Франції є князями-співправителями Андорри.

## Історія
Урхельська діоцезія була заснована не пізніше початку VI століття. Перший згадуваний у джерелах урхельський єпископ — святий Юст (527—546). Він і його наступники брали активну участь у церковному житті Вестготського королівства, в тому числі, у Толедських соборах. Урхельська діоцезія продовжила своє існування й після арабського завоювання Піренейского півосторова на початку VIII століття, входячи на правах суфраганної діоцезії до Нарбоннського діоцезу. Єпископ Фелікс Урхельський (781—799), один з головних розповсюджувачів адопціанства, після засудження кількома церковними соборами втратив свою кафедру. Із завоюванням території сучасної Каталонії Франкською державою діоцезія почала швидко розвиватись, здобувши покровительство місцевих правителів. У середині IX століття Урхельське єпископство було однією з найбільших за площею діоцезій християнської Іспанії. Криза, пов'язана із невдалою спробою єпископа Есклуа (885—892) позбавитись опіки нарбоннського архієпископа, завершилась відокремленням від території діоцезії земель, на яких утворилось нове єпископство Пальярс. Маючи на своїй території значну кількість монастирів, у IX—X століттях Урхельське єпископство було одним з центрів поширення бенедиктинської реформи на християнських землях Піренейського півострова.
У період з 914 до 1122 року єпископську кафедру Урхеля займали виключно особи, пов'язані родинними зв'язками зі знатними каталонськими родинами (графів Урхеля, віконтів Конфлана та графів Пальярса). Першим із цих єпископів був Радульф, останнім — святий От. Однак це поставило єпископів Урхеля у залежність від світських володарів, які неодноразово намагались привласнити собі багаті земельні володіння, що належали діоцезії. Це спричинило спротив урхельських єпископів, й кілька разів раз конфлікти між світською та духовною владою завершувались вигнанням єпископів з кафедри Урхеля.
Два єпископи, які керували Урхельською діоцезією у XI—XII століттях — Ерменгол і От — долучені Римо-католицькою церквою до числа святих. У цей самий час у єпископстві було здійснено остаточну заміну мосарабського церковного обряду на римський обряд, а потім проведені перетворення на базі реформ папи римського Григорія VII, що значно обмежили вплив світських правителів на справи діоцезії.
1091 року Урхельська діоцезія стала суфраганною діоцезією відновленої Таррагонської архідіоцезії. На початку XIII століття Урхельська діоцезія серйозно постраждала під час Альбігойських війн. У цей час урхельські єпископи виступають як одні з найактивніших прибічників монархії в Каталонії, протиставляючи владу королів Арагону претензіям місцевих феодалів на володіння діоцезії.
З XIV століття почався поступовий занепад влади єпископів Урхеля. Проведена в Іспанії 1592 року секуляризація монастирів й утворення у 1593 році Сольсонської діоцезії, створеної, в основному, за рахунок земель, виділених з Урхельського єпископства, значно обмежило вплив єпископів Урхеля на події в Каталонії. У XVII столітті діоцезія значно постраждала від Каталанської революції й подальшої французької окупації. За Піренейським миром 1659 року Урхельська діоцезія втратила майже всі свої парафії на північ від Піренеїв, зберігши їх тільки в околицях міста Льївії. Надалі єпископство Урхель ще кілька разів змінювало свої межі (у 1803—1805, 1874 та у 1956 роках).

Карта діоцезії

У першій половині XIX століття, після повного скасування в Іспанії феодальної системи, єпископи Урхеля втратили всі свої світські володіння, крім Андорри, де вони поділяли владу з правителями Франції. У середині століття єпископи Урхеля були втягнуті у Карлістські війни, виступаючи на боці претендентів на іспанський престол. З 1880-х років глави Урхельської діоцезії відмовляються від участі у політичному житті Іспанії, зосереджуючи свої зусилля на своїх єпископських обов'язках та сприяючи процесу економічного та соціального розвитку Андорри. У 1934 році єпископ Урхеля Жусті Гітарт-і-Вілардебо успішно подолав кризу, пов'язану із самопроголошенням російським емігрантом Борисом Скосирєвим себе князем Андорри. Однак єпископ не зміг попередити збитки, завдані діоцезії Громадянською війною 1936—1939 років, під час якої було зруйновано багато історично цінних будівель і вбито 107 урхельських священників (деякі з них згодом були канонізовані Римо-католицькою церквою).
За часи існування Урхельського єпископства у Сео-де-Урхелі було проведено понад 30 помісних соборів, з яких найважливішими для історії діоцезії були собор 799 року (у справі про адопціанство Фелікса Урхельського), собори 887 і 892 років (у зв'язку із захопленням урхельської кафедри Есклуа), собор 991 року (накладення відлучення на території графств Сердань і Берга за захоплення церковних володінь), собор 1010 року (відновлення громади каноників у соборі Санта-Марія-де-Урхель), собор 1040 року (з нагоди освячення нової будівлі кафедрального собору діоцезії) і собор 1632 року (ухвалено рішення про регулювання діяльності парафіяльних священників діоцезії та про вшанування місцевих реліквій).

## Сучасний стан
Урхельська діоцезія займає площу у 7 630 км². Це найбільша за територією діоцезія Каталонії. До діоцезії входить 408 парафій (33 з них розташовані на території Франції), об'єднаних у 9 архіпресвітерств. Одночасно єпископство Урхель є і найменш населеною з каталонських діоцезій (212 537 осіб За даними 2007 року).
З церковних будівель, що розташовані на території діоцезії, 36 є пам'ятками архітектури Іспанії. Серед таких об'єктів, кафедральний храм діоцезії — церква Санта-Марія-де-Урхель і храми на території колишніх монастирів Сан-Бенет-де-Бажес, Сан-Льоренс-де-Бага і Санта-Марія-де-Серратеш. У 1957 році в Сео-де-Урхелі відкрито діоцезіальний музей, в якому представлено документи й історичні матеріали, починаючи з IX століття.

## Єпископи
- Жоан Енрік Вівес-Сісілья

### Співправитель Андорри

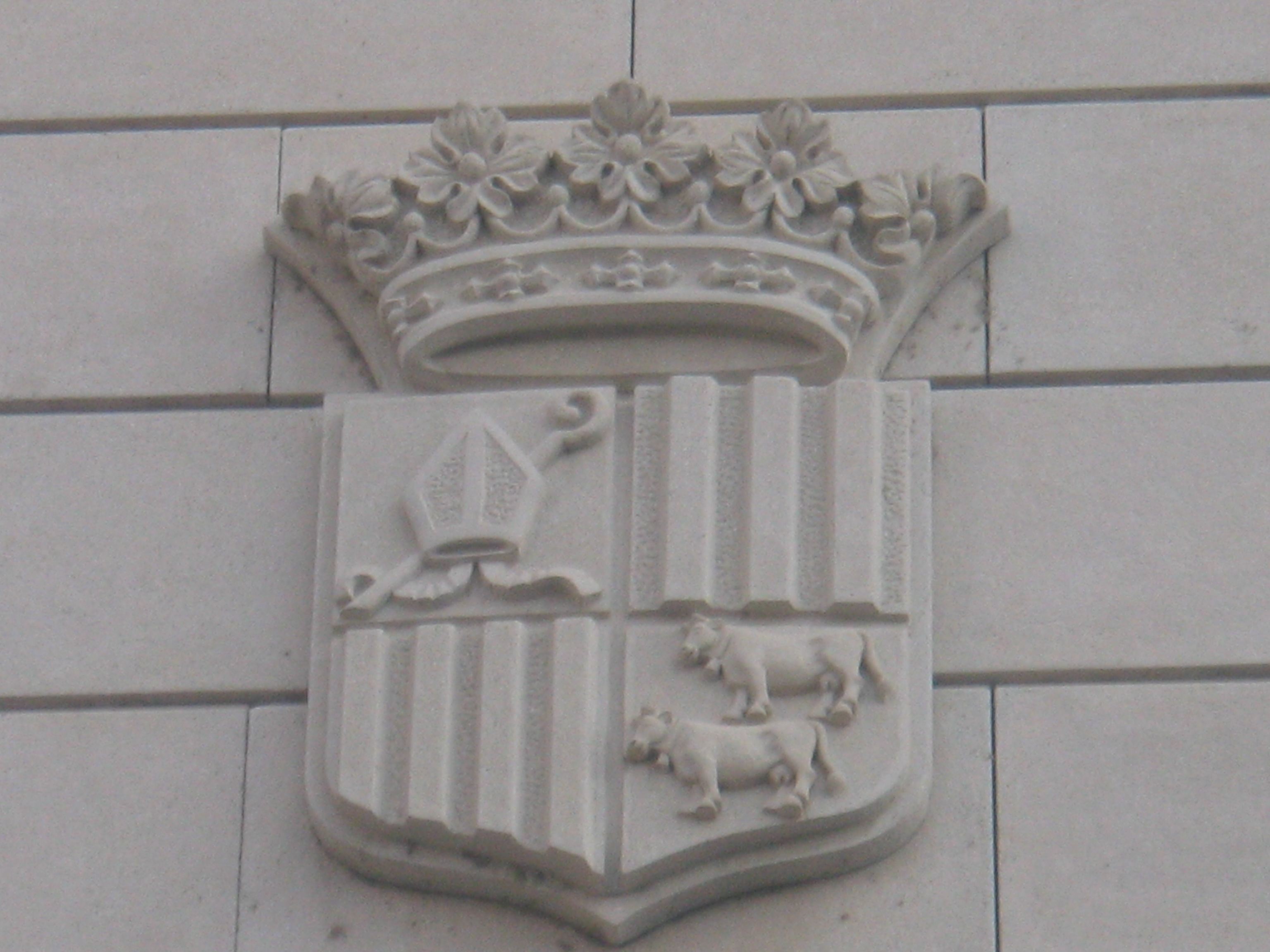
Герб Андорри на стіні резиденції урхельського єпископа

Єпископ Урхеля, разом із президентом Франції, є одним з двох князів-співправителів Андорри.
Перші свідчення про поширення влади єпископів Урхеля на місто Андорра-ла-Велья та його околиці належить до часів перебування на урхельській кафедрі єпископа Поседонія (перша половина IX століття). Світська влада над долиною Андорри була 3 липня 988 року передана єпископу Саллі барселонським графом Боррелем II. Однак у XI—XIII століттях право на володіння цією місцевістю оскаржувалось у єпископів місцевими феодалами: спочатку віконтами Кастельбон, а потім графами Фуа. 8 вересня 1278 року між єпископом Пере д'Урчом і графом Роже Бернаром III було досягнуто угоди про спільне управління Андоррою. У наступних століттях співправителями єпископів Урхеля в Андоррі були спочатку королі Наварри (1479—1589), а потім монархи й правителі Франції. За часів Першої Французької республіки, після відмови Франції від співправительства, єпископ Урхеля вважався єдиним правителем Андорри.

## Статистика
Згідно з «Annuario Pontificio» і Catholic-Hierarchy.org:
| Рік  | Населення | Населення | Населення | Священики | Священики | Священики | Священики           | Диякони | Ченці    | Ченці | Парафії |
| Рік  | католики  | загалом   | %         | загалом   | секулярні | ченці     | вірних на священика | Диякони | чоловіки | жінки | Парафії |
| ---- | --------- | --------- | --------- | --------- | --------- | --------- | ------------------- | ------- | -------- | ----- | ------- |
| 1950 | 139.926   | 139.932   | 100,0     | 286       | 259       | 27        | 489                 |         | 112      | 296   | 497     |
| 1970 | 143.007   | 143.233   | 99,8      | 258       | 227       | 31        | 554                 |         | 100      | 367   | 407     |
| 1980 | 139.860   | 140.240   | 99,7      | 181       | 160       | 21        | 772                 |         | 66       | 254   | 404     |
| 1990 | 158.696   | 165.401   | 95,9      | 145       | 130       | 15        | 1.094               | 1       | 51       | 205   | 415     |
| 1999 | 172.830   | 178.080   | 97,1      | 133       | 122       | 11        | 1.299               | 3       | 47       | 182   | 408     |
| 2000 | 172.830   | 178.080   | 97,1      | 124       | 114       | 10        | 1.393               | 3       | 45       | 145   | 408     |
| 2001 | 178.290   | 187.395   | 95,1      | 127       | 116       | 11        | 1.403               | 3       | 47       | 159   | 363     |
| 2002 | 178.295   | 184.395   | 96,7      | 126       | 118       | 8         | 1.415               | 3       | 47       | 140   | 363     |
| 2003 | 178.295   | 184.395   | 96,7      | 125       | 118       | 7         | 1.426               | 2       | 39       | 138   | 363     |
| 2004 | 178.295   | 184.395   | 96,7      | 123       | 117       | 6         | 1.449               | 2       | 39       | 129   | 363     |
| 2010 | 195.270   | 202.803   | 96,3      | 107       | 98        | 9         | 1.824               | 1       | 37       | 115   | 363     |
| 2014 | 208.486   | 216.337   | 96,4      | 100       | 94        | 6         | 2.084               | 1       | 31       | 103   | 363     |